# Дзериджьен, Эшли
Эшли Дзери́джьен (англ. Ashley Dzerigian; родилась 22 января 1983) — бас-гитаристка. В настоящее время она играет в бэнде Адама Ламберта. Ранее играла в коллективах My Jerusalem, Money Mark, Coco Morier. Выпускница Калифорнийского института искусств, живёт в Лос-Анджелесе (штат Калифорния).

## Биография
Эшли было 11 лет, когда она начала играть в школьной группе на гобое, после того как ей сказали, что никто из других детей не выберет этот инструмент. Она была не из тех, кто следует за трендами, быстро освоила данный инструмент и моментально обратила на себя внимание директора их группы, который привлек её к игре на бас-гитаре как на второй инструмент. Эшли сразу же начала брать частные уроки игры, и уже к 13-ти годам начала осваивать третий инструмент — контрабас.
Она играла во всех музыкальных группах, которые только были в её школе, включая оркестр, джазовый ансамбль и церковный хор. Эшли посещала престижную Los Angeles County High School (Старшая школа Лос-Анджелеса) учась на профиле искусств. И вместе с этим она начала принимать приглашения на небольшие выступления, в которых не могли принять участия даже её учителя, она проскальзывала через чёрный ход в бары и пробиралась на сцену в любом заведении.
Так как музыка для неё стала чем-то большим, чем просто хобби, она продолжила учиться игре на бас-гитаре и контрабасе в Калифорнийском Институте Искусств, уделяя особое внимание джазу, латине и афро-кубинской музыке, и работая с такими наставниками как Alphonso Johnson (Wayne Shorter, Weather Report), Todd Johnson (шестиструнный бас) и мастер игры на контрабасе Darek Oles..
Как только Эшли окончила институт в 2005, она сразу же влилась в мир инди-рока, гастролируя по всему миру и записывая музыку с такими группами как Great Northern, Eulogies и My Jerusalem, а также с певицей/композитором Lindsey Ray, артистом из Лондона Ed Harcourt и клавишником Beastie Boys' — Money Mark, и это ещё не все.